# Jacqui McShee

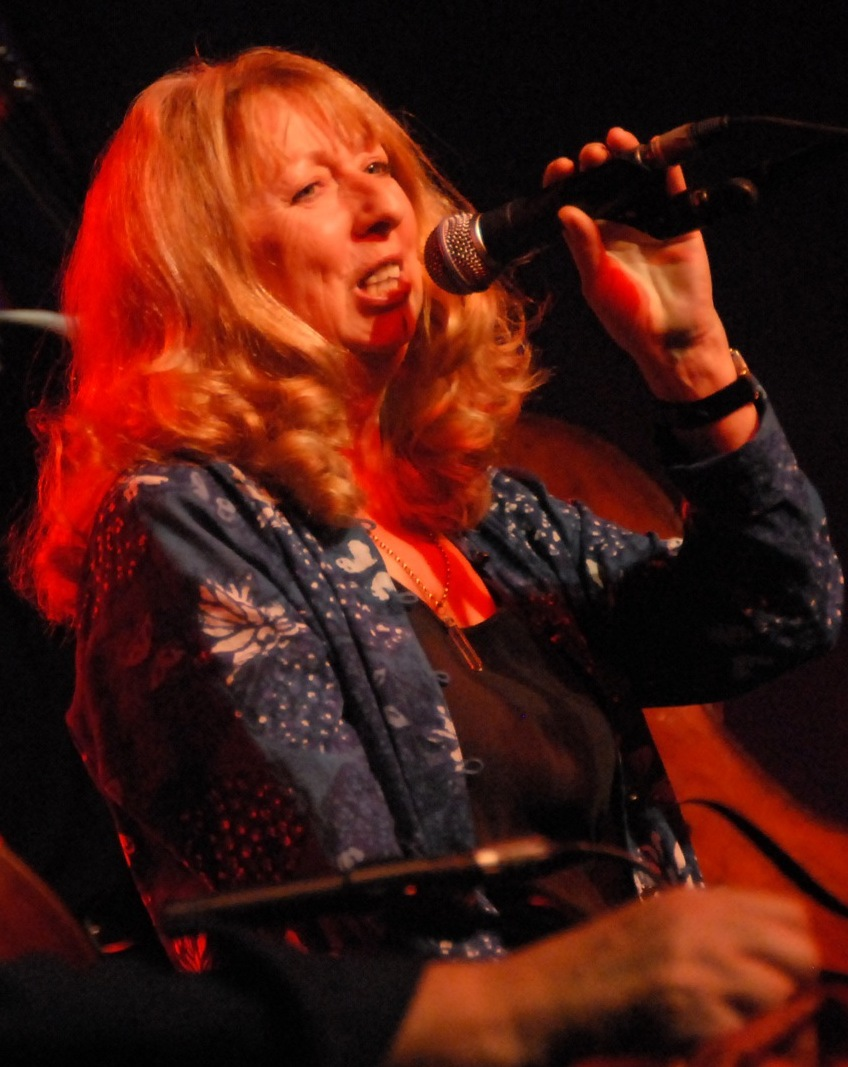
Jacqui McShee (2007)

Jacqui McShee (* 25. Dezember 1943 in London) ist eine britische Folk-Sängerin.

## Wirken
McShee sang zunächst in verschiedenen britischen Folkclubs, bis sie 1966 begann, mit John Renbourn zusammenzuarbeiten. So gehörte sie im Folgejahr zur Gründungsbesetzung von Pentangle, die bis 1973 aktiv waren. 1984 wurde die Gruppe neu formiert, wobei sie über die Jahre neben Bert Jansch die einzige Konstante blieb.
1994 begann McShee zusätzlich an einem weiteren Projekt zu arbeiten: Zusammen mit ihrem Mann, dem Drummer Gerry Conway, und dem Keyboard-Spieler Spencer Cozens nahm sie im selben Jahr das Album About Thyme auf, das 1995 die Spitze der britischen Folk-Charts erreichte. Als Gastmusiker waren auf dem Album Ralph McTell, Mike Mainieri, John Martyn und Albert Lee zu hören. Schon bald schlossen sich Jerry Underwood und Alan Thompson dem Trio an, das sich nun Jacqui McShee's Pentangle nannte. 1999 erschien das Debütalbum Passe Avant, gefolgt von At the Little Theatre (2000) und Feoffees' Lands (2005).
Ende der neunziger Jahre hat sie zusammen mit Ulrich Maske die beiden Alben The Frog and the Mouse sowie The Cat and the Fiddle mit englischen Kinderliedern, Abzählreimen und Geschichten für Kinder veröffentlicht. Auch hat sie zwei Alben mit Weihnachtsliedern veröffentlicht: Song of Joy for Christmas sowie Silent Night (mit Danny Thompson, Vic Abram und Tony Roberts).